# Алакуш, Софьян
Софья́н Алаку́ш (фр. Sofiane Alakouch; родился 29 июля 1998 года, Ним, Франция) — французский футболист марокканского происхождения, защитник клуба «Мец» и сборной Марокко. Выступает на правах аренды в клубе «Париж».

## Клубная карьера
Алакуш — воспитанник клуба «Ним». 15 апреля 2016 года в матче против «Тура» он дебютировал в Лиге 2. В 2018 году Алакуш помог команде выйти в элиту. 11 августа в матче против «Анже» он дебютировал в Лиге 1. 16 января 2019 года в поединке против «Нанта» Софьян забил свой первый гол за «Ним».
22 июля 2021 года Алакуш подписал 4-летний контракт с клубом «Мец». 15 августа в матче против «Нанта» он дебютировал за новый клуб. В начале 2022 года Алакуш на правах аренды перешёл в швейцарскую «Лозанна».

## Международная карьера
12 ноября 2021 года в отборочном матче чемпионата мира 2022 года против сборной Судана Алакуш дебютировал за сборную Марокко. 
В 2022 году Алакуш принял участие в Кубке Африки 2021 в Камеруне. На турнире он был запасным и на поле не вышел.